# Liam (film)
Pour les articles homonymes, voir Liam.
Pour plus de détails, voir Fiche technique et Distribution.
Liam est un film franco-italo-germano-britannique réalisé par Stephen Frears, sorti en 2000.

## Synopsis
L’action se déroule en Angleterre dans un quartier catholique irlandais proche de Liverpool dans les années 1930, lors de la Grande dépression. L’histoire est vue à travers les yeux d’un enfant de 7 ans, Liam Sullivan. La famille de Liam est catholique et le petit Liam s’apprête à faire sa première communion précédée par sa première confession. Sa mère Mum est une fervente catholique, contrairement à son père Dad.
Dad travaille durement au chantier naval qui ferme brusquement avec la crise. Il perd son emploi et ne parvient pas à se faire embaucher comme docker. Dans l'espoir d'être retenu par le contremaître, il lui offre une pinte de bière, mais celui-ci ne l'embauche pas et reçoit un crachat au visage.  Le frère et la sœur aînés de Liam doivent travailler pour ramener quelques maigres revenus au foyer familial. Teresa sa sœur d’environ 13 ans, est prise comme femme de ménage chez les Abernathy, une riche famille juive propriétaire des chantiers navals. 
Leur propriétaire juif les harcèle pour se faire payer le prix de la location. Le curé, venu demander la charité alors que l'argent manque pour le foyer familial, est renvoyé sèchement par Dad. Le père se désespère de la situation et devient de plus en plus haineux envers les Irlandais qui travaillent à bas prix et les Juifs qui prêtent sur gage ou possèdent les usines. Il est séduit par les fascistes qui visent les mêmes cibles.
Liam subit une instruction religieuse stricte, menaçant d’un Enfer épouvantable les pêcheurs impénitents. Troublé et effrayé, il en bégaye terriblement. Ayant vu par mégarde sa mère nue, et la comparant à de chastes peintures de nue, il s'interroge sur la sexualité, source effrayante de péchés.  La famille doit emprunter pour payer les vêtements de cérémonie de la première communion. Lors de cette messe, le père fait un esclandre. Le magasin du préteur sur gage juif est incendié. 
Teresa se rend complice d'une liaison secrète de sa patronne avec un homme. Elle s’en confesse au prêtre qui lui interdit de retourner travailler dans cette famille. Alors qu’elle annonce son départ à ses patrons dans leur somptueuse villa, un groupe de fascistes dont son père fait partie, jette un cocktail Molotov qui atteint malencontreusement Teresa. Elle est gravement brûlée. Quelque temps plus tard, Dad qui a semble-t-il fait de la prison, revient voir sa fille défigurée, quitte tristement sa maison.

## Fiche technique
- Titre français : Liam
- Réalisation : Stephen Frears
- Scénario : Jimmy McGovern
- Photographie : Andrew Dunn
- Musique : John Murphy
- Pays d'origine :  Royaume-Uni -  France -  Italie -  Allemagne
- Format : couleurs - 1,85:1 - Dolby Digital
- Genre : drame
- Date de sortie : 2000

## Distribution
- Ian Hart : Dad
- Claire Hackett : Mum
- Anthony Borrows : Liam
- David Hart : Con
- Megan Burns : Teresa
- Anne Reid : Mrs. Abernathy